# Газпромтрубинвест
АО Газпром Трубинвест («ОАО Газпромтрубинвест — Волгореченский трубный завод») — металлургическое предприятие, специализирующееся на выпуске труб, в российском городе Волгореченск (Костромская область). Завод является дочерней компанией ПАО «Газпром».

## История компании
Малое предприятие «Волгореченский трубный завод» было учреждено в 1991 году. Тогда же началось строительства трубного завода.
Волгореченский трубный завод был создан для производства электросварных труб для газовой отрасли. Согласно информации на сайте завода, открытие предприятия проектной мощностью в 300 тыс. т/год состоялось в 2000-м году, производственное оборудование закупалось у ведущих европейских производителей. Расположение предприятия в Волгореченске обусловленно близостью железнодорожных линий удовлетворительной пропускной способности, близостью поставщиков сырья и места вывоза продукции (порт Санкт-Петербург)..
В 2004 году предприятие было переименовано в ОАО «Газпромтрубинвест».
В середине 2000-х на заводе была разработана научно-производственная программа «Создание и производство на ОАО „Газпромтрубинвест“ новых видов электросварных газонефтепроводных, насосно-компрессорных и обсадных труб высоких групп прочности со специальными свойствами: хладостойкость, углекислотостойкость и сероводородостойкость, а также изготовление нарезных труб с газоплотной резьбой для предприятий ОАО „Газпром“»..
В феврале 2020 года стало известно, что ОАО Газпромтрубинвест успешно прошла проверку органом по аккредитации лабораторий ААЦ «Аналитика». В результате аккредитации был получен международный аттестат аккредитации на соответствие требованиям Международного стандарта ISO/IEC 17025:2017 (ГОСТ ISO/IEC 17025-2019). Он подтверждает техническую компетентность в заявленных областях аккредитации и функционирование системы менеджмента качества лаборатории.
Выручка предприятия на в 2020 году составила 14,5 млрд руб., в 2021 году — 10,2 млрд руб., в 2021 году предприятие получило убыток в размере 371 млн руб.
По состоянию на 2022 год, предприятие насчитывает 1200 рабочих мест, а годовой выпуск продукции составляет около 200 тысяч тонн. Отмечается, что в связи с введенными против России санкциями стали недоступны оригинальные запчасти и расходные материалы к иностранному оборудованию из США, Испании и Германии, составляющему основную часть оборудования предприятия, из-за чего завод вынужден искать альтернативных поставщиков.

## Инвестиционные проекты по развитию производства
В августе 2012 года стало известно, что ОАО «Газпромтрубинвест» вложил более 10 млрд рублей в строительство нового завода по производству труб среднего диаметра для нефтяной и газовой промышленности в Костромской области. Администрацией Костромской области была представлена реализация нового инвестиционного проекта в городе Волгореченске. 23 июля 2013 года между ОАО «Газпромтрубинвест» и Северным банком Сбербанка России был подписан договор о финансировании инвестиционного проекта. Подписание договора прошло в присутствии губернатора Костромской области Сергея Ситникова и председателя Северного банка ОАО «Сбербанк России» Александра Дымова. В подписании договора приняли участие — управляющий Костромским отделением Сбербанка России Александр Аверочкин и представитель ОАО «Газпромтрубинвест», Кирилл Золотов.
В августе 2015 года был открыт цех по производству труб среднего диаметра. Сумма инвестиций, вложенных в этот проект составила 10 млрд рублей. Благодаря открытию нового цеха появилась возможность не только увеличить объемы производства, но и значительно расширить ассортимент компании.
Проект нацелен на выпуск труб среднего диаметра для нефте- и газодобывающих перерабатывающих предприятий, выступающих потребителями подобной продукции (включая Газпром).
В 2021 году сообщалось, что в ходе реализации инвестиционного проекта по производству труб среднего диаметра, начатого в 2012 году, было инвестировано более 11 млрд руб., осуществлено создание 560 новых рабочих мест, и было уплачено 8,7 млрд руб. налогов..
В 2019 году было объявлено, что завод реализует проект по созданию нового участка для выпуска бесшовных труб нефтяного сортамента OCTG мощностью около 150 тысяч тонн в год. Запуск производства намечен к 2023 году.

## Судебный спор с оценщиком
В 2018 году начались разбирательства между «Газпромтрубинвестом» и оценщиком «Финансы-Оценка-Консалтинг» из-за экспертизы по оценке рыночной стоимости земли в Костромской области, где располагается Волгореченский трубный завод, которая проводилась с целью оспаривания кадастровой стоимости, влияющей на сумму налога на имущество. В мае 2021 года стало известно, что ОАО Газпромтрубинвест удалось отсудить у «Финансы-Оценка-Консалтинг» 375 тыс. руб. за досудебную оценку кадастровой стоимости участка в Костромской области, которая в итоге не устроила суд..